# Sven Lõhmus
Sven Lõhmus (13 luglio 1972) è un produttore discografico, compositore e paroliere estone.
Produttore affermato in Estonia. Ha lavorato con i più importanti artisti dei Paesi Baltici, tra cui le Vanilla Ninja (di cui è stato anche manager), le Suntribe, le Urban Symphony. 3 volte, nel 2003, 2004 e 2010, ha vinto il premio Eesti Popmuusika Aastaauhinnad per il migliore autore. È stato anche cantante in due gruppi musicali: i Mr. Happyman e i Black Velvet.
Il suo nome inizia a divenire noto nel febbraio 2024 sui forum dedicati alle lostwave (ossia canzoni di cui, ad oggi, sono ignoti titolo e autore, come la più famosa "Like The Wind"), grazie al ritrovamento della versione completa di un suo vecchio brano risalente al 1992 intitolato "Bravely" (di cui, per circa 20 anni, circolava sul web solo un frammento di 30 secondi col placeholder di "Try to smile again") appartenente ad uno dei suoi primi progetti musicali chiamato "Beatboy" (che vedeva in formazione anche suo fratello Sulev). 
È stato riconosciuto con l'Eesti Muusikaauhinnad alla carriera nel gennaio 2025.